# Philippe-Charles Aubry
Pour les articles homonymes, voir Aubry.
Philippe-Charles Aubry, né le 8 février 1744 à Versailles où il est mort le 23 mai 1812, est un homme de lettres et traducteur français.

## Biographie
De parents peu riches, Aubry a fait ses études au collège de Versailles, où l’éducation était gratuite. Ses progrès ont été rapides. S’étant ensuite adonné à l’étude des langues vivantes, il est parvenu à en posséder plusieurs. On lui doit la première traduction française des Souffrances du jeune Werther, qui a connu plusieurs éditions. On lui doit encore l’Esprit d’Addison, dans lequel il a inséré les plus beaux morceaux de cet auteur, tirés du Spectator, du Tuteur (en) et du Babillard.
Pourvu d’un emploi au ministère de la marine, il, lors de la suppression de certaines fonctions publiques, en 1798, il est revenu dans sa ville natale où, toujours modeste et peu propre à solliciter, il n’a eu d’autres ressources que de se faire maitre de langues pour subsister et élever ses deux fils. Il a fait en outre plusieurs traductions de différents ouvrages, et aussi composé avec succès des vers latins et français.
C’est le frère du peintre Étienne Aubry.

## Publications
- Le Pétrarque français, Tours, Mame, 1799.
- L’Esprit d’Addison, Yverdon, 1777.
- Les Passions du jeune Werther, traduction de Goethe, Paris, 1777 et Paris, Didot jeune, 1797, 2 vol.

## Pour approfondir